# Mōri Ishiko
Mōri Ishiko (japanisch 毛利 石子, Geburtsname Shibuya Ishiko; geb. 21. Juli 1899 in der japanischen Präfektur Chiba; gest. 6. Januar 1972 in Honolulu, Hawaii, Vereinigte Staaten) war eine japanisch-US-amerikanische Ärztin und Korrespondentin für die japanische Tageszeitung Yomiuri Shinbun.

## Jugend und Ausbildung
Mōri wurde in einer Familie von Ärzten geboren. Ihre Eltern starben, als sie noch klein war, und so wurde sie von ihrer Tante und ihrem Onkel aufgezogen. Als Teenager beschloss sie, Ärztin zu werden, um eine Omiai, eine arrangierte Ehe, mit einem viel älteren Mann zu vermeiden. Sie studierte an einer Frauenuniversität in Tōkyō. Nach ihrem Abschluss wurde ihr davon abgeraten, in Japan zu praktizieren, weil Frauen nur Kinderärzte oder Gynäkologen werden durften.

## Karriere
Im Jahr 1927 zog Mōri nach Hawaii und arbeitete im Japanischen Krankenhaus, das später als Kuakini Medical Center bekannt wurde. Sie lernte den verwitweten japanischstämmigen Chirurgen Motokazu Mōri kennen. Sie heirateten und bekamen zwei gemeinsame Kinder. Für beide Geburten kehrte sie nach Japan zurück. Sie kündigte ihren Job im Krankenhaus, um die Kinder aufzuziehen. Mōri und ihr Mann waren auch Tanka-Dichter. Sie schrieb unter dem Pseudonym „Shakunage“.
1934 wurde sie Sonderkorrespondentin der japanischen Tageszeitung Yomiuri Shinbun auf Hawaii. Am 3. Dezember 1941 bat die Zeitung sie, einflussreiche Japaner auf Hawaii über die dortigen Verhältnisse zu befragen. Sie fragte das Generalkonsulat und einige andere, aber nachdem diese abgelehnt hatten, bat sie Motokazu, das Interview zu führen. Am 5. Dezember rief ein Reporter der Yomiuri Shinbun Motokazu an, um ihn über das Leben auf Hawaii zu befragen. Seine Antworten kamen den FBI-Agenten, die den Anruf abhörten, verdächtig vor. Nachdem Pearl Harbor zwei Tage später angegriffen wurde, wurden sowohl Ishiko als auch Motokazu der Spionage beschuldigt und verhaftet. Mōri wurde zunächst in der U.S. Einwanderungsbehörde in Honolulu, ab Januar 1942 im Sand Island Internierungslager auf Sand Island, ab Oktober 1942 im Sharp Park Internierungslager in Kalifornien und ab August 1943 im Crystal City Internierungslager in Texas inhaftiert. Im Crystal City Internierungslager wurde sie nach fast zwei Jahren Trennung wieder mit ihrem Mann vereint. Sie und Motokazu gründeten das Krankenhaus des Lagers und Mōri gründete eine Pfadfinderinnengruppe.
Mōri kehrte am 10. Dezember 1945 nach Honolulu zurück und begann als Forschungsassistentin bei der American Cancer Society zu arbeiten. Außerdem schrieb sie weiterhin für japanische Zeitungen. Sie arbeitete weiter, als sich Motokazus Gesundheitszustand verschlechterte. In den späten 1940er und in den 1950er Jahren starben ihre Schwiegereltern, ihre Tochter Pearl und Motokazu. Nach Motokazus Tod wechselte sie als Assistentin für epidemiologische Forschung an die biomedizinische Abteilung der Universität von Hawaii.
Nach dem Krieg stellte eine Kommission des US-Kongresses fest, dass es sich bei dem Mōri-Interview nicht um verschlüsselte Informationen handelte und dass die Mōris keine Spionage betrieben hatten.
1968 wurde Mōri von der japanischen Regierung für ihre Arbeit zur Verbesserung der Verständigung zwischen Japan und den Vereinigten Staaten geehrt. 1969 wurde bei ihr Lungenkrebs diagnostiziert. Sie starb 1972.